# Hector de Sélys Longchamp
Pour les autres membres de la famille, voir Famille de Selys Longchamps.
Walter Regulus Archimède Hector, baron de Sélys Longchamp, né le 3 novembre 1878 à Paris et décédé le 12 janvier 1957 à Ixelles, fut un avocat et un homme politique libéral belge.
Il fut élu sénateur provincial de la province de Namur de 1932 à 1936.

## Famille
Hector de Selys Longchamps est fils de Walthère (1846-1912) et de Joséphine Davignon (1848-1911). 
Il épousa en 1911 Charmette Burton-Pierard (1891-1972) dont sont issus quatre enfants: René (1911-), Suzanne (1914-1979), France (1922-) et Pol (1925-).